# Scream for Me Brazil
Scream for Me Brazil е лайф албум на певеца Брус Дикинсън. Записан е в Бразилия през 1999 г. и е издаден през същата година.

## Състав
- Брус Дикинсън – вокали
- Ейдриън Смит – китара
- Рой Z – китара
- Еди Касилас – бас
- Дейв Инграм – барабани